# Antônio Uchôa de Oliveira
Antônio Uchôa de Oliveira (Pedro II, 13 de julho de 1954) é um engenheiro, músico e político brasileiro com atuação no Piauí.

## Dados biográficos
Filho de Thomaz Luiz de Oliveira e Francisca Uchôa de Oliveira. Formado em Engenharia Elétrica e Engenharia Eletrônica na Universidade Federal de Pernambuco em 1980 e em Música na Universidade Federal do Piauí. Em 1987 obteve especialização em Irrigação em Israel. Em 1991 ingressou para o Rotary Club e em 1996 foi eleito presidente do Rotary Club de Teresina Sul e em 2001 foi eleito governador do Distrito Rotariano 4.490, correspondente aos estados do Maranhão, Piauí e Ceará.
Começou na vida política pelo PTB e foi eleito presidente do diretório estadual da sigla. Eleito suplente de deputado estadual em 1994 e 1998 foi efetivado com a morte de Elias Prado Júnior em maio de 2002 e nas eleições daquele ano ficou na primeira suplência, o que lhe valeu uma convocação para exercer o mandato devido à nomeação de Flávio Nogueira para a Secretaria de Defesa Civil no primeiro governo Wellington Dias, cargo que o próprio Uchôa ocupou entre março e agosto de 2004. Após uma rápida passagem pelo PT migrou para o PDT e foi eleito deputado estadual em 2006 e suplente de deputado estadual em 2010 sendo convocado com a posse de Ubiraci Carvalho na Secretaria de Defesa Civil no segundo governo Wilson Martins e efetivado após a morte do titular.
Nomeado Secretário de Programas Especiais no segundo governo Mão Santa, deixou o cargo e foi candidato a prefeito de Teresina no ano 2000, não sendo eleito.